# Premiul Kossuth

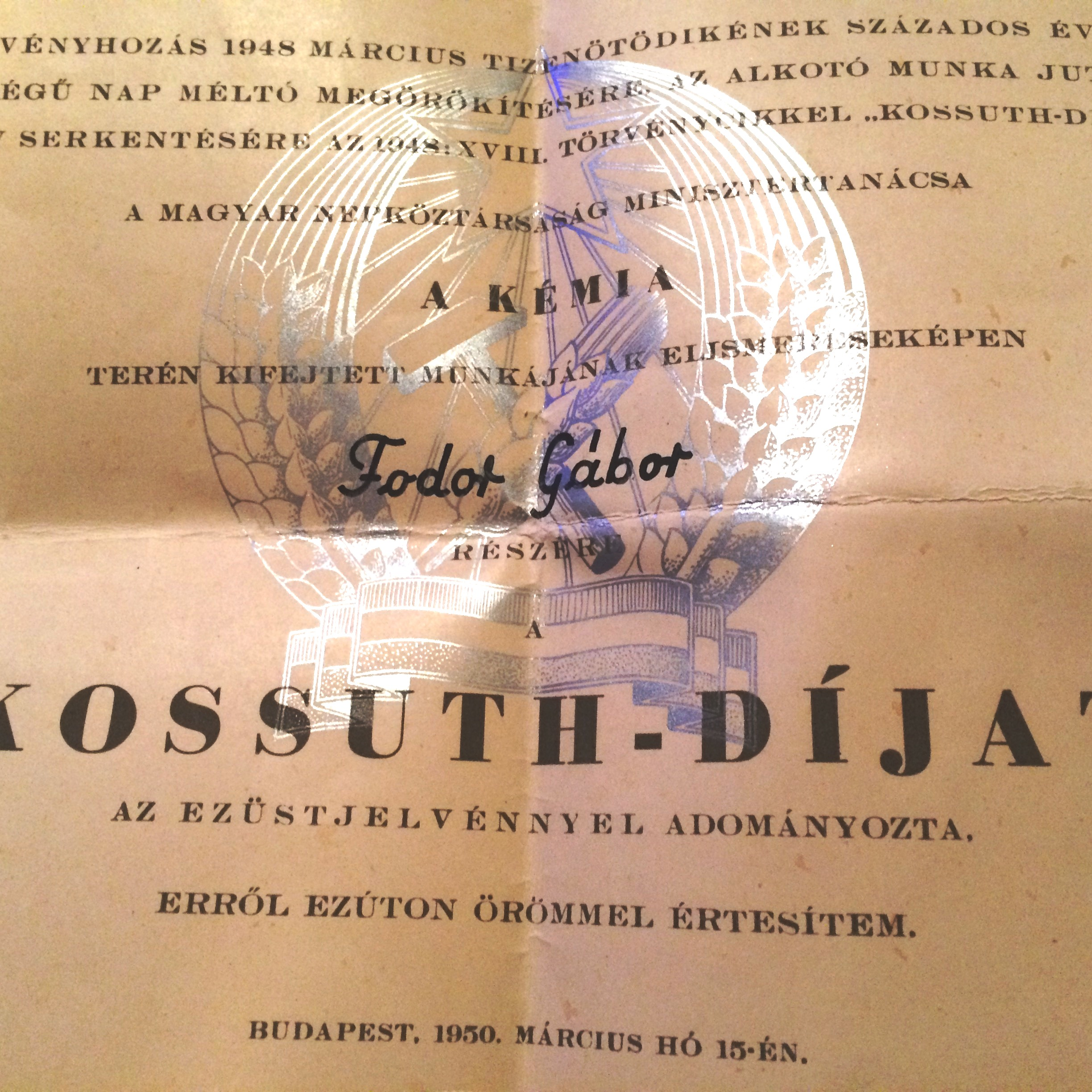
Diploma acordată chimistului Gabor Fodor Bela, 1950

Premiul Kossuth (în maghiară Kossuth-díj) este un premiu de stat din Ungaria, care poartă numele omului politic și revoluționarului maghiar Lajos Kossuth. Premiul a fost instituit în 1948 (cu ocazia centenarului Revoluției Maghiare din 1848) de către Adunarea Națională a Ungariei pentru a recunoaște realizările personale și de grup în domeniul științei, culturii și artelor, precum și în construirea socialismului în general.
În anii 1950 premiul i-a fost acordat lui Gabor Fodor Bela pentru contribuțiile sale în domeniul chimiei deoarece beneficiarii premiului erau pe atunci oamenii de știință. Începând din 1963, premiul este decernat doar persoanelor care activează în domeniul culturii și artelor. Astăzi, el este considerat cel mai prestigios premiu cultural din Ungaria și este acordat de către președintele Ungariei.
Notă: Aceasta nu este o listă completă.

## Beneficiari
| - István Csók (1948 și 1952) - Ferenc Erdei (1948 și 1962) - Milán Füst (1948) - Gizi Bajor (1948) - Pál Turán (1948 și 1952) - Géza Zemplén (1948) - Béla Balázs (1949) - Jenő Egerváry (1949) - Annie Fischer (1949, 1955, 1965) - Ferenc Mérei (1949) - Ági Mészáros (1949, 1954) - Hédi Temessy (1949) - Sándor Veress (1949) - Fódor Gábor Bela (1950) - László Kalmár (1950) - Kálmán Latabár (1950) - Péter Veres (1950, 1952) - Leó Weiner (1950, 1960) - János Görbe (1951) - László Heller (1951) - László Lajtha (1951) - Rózsa Péter (1951) - Klári Tolnay (1951 și 1952) - Margit Dajka (1952) - Sándor Jávorka (1952) - Tibor Szele (1952) - Éva Szörényi (1952) - Margit Dajka (1952) - Miklós Gábor (1953) - Hanna Honthy (1953) - Ferenc Bessenyei (1953 și 1955) - Andor Ajtay (1954) - Jenő Barcsay (1954) - Gyula Gózon (1954) - Péter Kuczka (1954) - Lajos Bárdos (1955) - Zoltán Fábri (1955) - Albert Fonó (1956) - Gyula Kaesz (1956) - László Ranódy (1956) - Jenő Ádám (1957) - Miklós Borsos (1957) - Manyi Kiss (1957) - László Németh (1957) - Mária Sulyok (1957) - László Fejes Tóth (1957) - Mór Korach (1958) - Tátrai Quartet (1958) - Éva Ruttkai (1960) - Leo Weiner (1960) - Iván Berend (1961) - Tibor Czibere (1962) - István Vas (1962, 1985) - Ákos Császár (1963) - Robert Ilosfalvy (1965) - Pál Lukács (1965) - László Nagy (1966) - Imre Sinkovits (1966) - Sándor Szokolay (1966) - Irén Psota (1966 și 2007) - Erzsébet Házy (1970) | - György Kurtág (1973) - Líviusz Gyulai (1973) - Miklós Jancsó (1973) - Ferenc Sánta (1973) - Mari Törőcsik (1973 și 1999) - Miklós Erdélyi (1975) - Iván Darvas (1978) - Erzsébet Galgóczi (1978) - Dezső Ránki (1978 și 2008) - János Pilinszky (1980) - László Márkus (1983) - Géza Ottlik (1985) - András Szőllősy (1985) - Dezső Garas (1988) - Iván Mándy (1988) - Miklós Szentkuthy (1988) - Sandor Marai (1989) - György Cserhalmi (1990) - Sándor Csoóri (1990) - Ernő Dohnányi (1990) - Ferenc Farkas (1991) - István Gaál (1991) - Sándor Szabó (1991) - Péter Nádas (1992) - István Ágh (1992) - Sándor Kányádi (1993) - Sándor Reisenbüchler (1993) - Ferenc Ban (1994) - György Faludy (1994) - Tamás Lossonczy (1994) - Adrienne Jancsó (1995) - Péter Esterházy (1996) - József Király (1996) - György Petri (1996) - András Schiff (1996) - Péter Gothár (1997) - Jenő Jandó (1997) - Imre Kertész (1997) - Ferenc Zenthe (1997) - Éva Marton (1997) - Géza Hofi (1998) - Györgyi Szakács (1998) - József Gregor (1999) - János Kass (1999) - Márta Sebestyén (1999) - Károly Eperjes (1999) - Péter Korniss (1999) - József Soproni (1999) - Lívia Gyarmathy (2000) - Miklós Kocsár (2000) - Gáspár Nagy (2000) - Géza Böszörményi (2000) - Ágnes Gergely (2000) - János Bródy (2000) - Enikő Eszenyi (2001) - Zoltán Jeney (2001) - Margit Bara (2002) - Péter Eötvös (2002) - El Kazovsky (2002) - Aladár Pege (2002) | - András Bálint (2003) - Ádám Bodor (2003) - Éva Janikovszky (2003) - György Ligeti (2003) - László Marton (2003) - Béla Tarr (2003) - Amadinda Percussion Group (2004) - Gergely Bogányi (2004) - Líviusz Gyulai (2004) - László Krasznahorkai (2004) - Andrea Rost (2004) - Gyula Bodrogi (2005) - Zoltán Kocsis (2005) - György Szomjas (2005) - Pál Závada (2005) - Eszter Csákányi (2006) - Iván Fischer (2006) - János Herskó (2006) - Miklós Jancsó (2006) - János Kulka (2006) - György Spiró (2006) - Erzsébet Szőnyi (2006) - Zorán Sztevanovity (2006) - Nelly Vágó (2006) - László Gálffi (2007) - Gábor Görgey (2007) - András Kern (2007) - Ferenc Kósa (2007) - András Ligeti (2007) - Miklós Perényi (2007) - Ernő Rubik (2007) - Judit Elek (2008) - Ádám Fischer (2008) - Zsuzsa Koncz (2008) - Péter Kovács (2008) - Dezső Ránki (2008) - Mihály Balázs (2009) - Gábor Máté (2009) - László Rajk Jr. (2009) - Pál Sándor (2009) - Gyula Maár (2010) - Ferenc Rados (2010) - László Vidovszky (2010) - Agota Kristof (2011) - István Nemeskürty (2011) - István Orosz (2011) - Judit Reigl (2011) - Ferenc Rofusz (2011) - György Szabados (2011) - Ákos Kovács (2012) - Éva Schubert (2013) - Zoltán Gera (2013) - Vera Pap (2013) - Omega (2013) - Kati Kovács (2014) - Atilla Kiss B. (2014) - Fecó Balázs (2016) - László Nemes (2016) - Ildikó Komlósi (2016) - Géza Röhrig (2016) - Sylvia Sass (2017) - László Tahi-Tóth (2017) - Károly Frenreisz (2017) |